# روب لانيير
روب لانيير (بالإنجليزية: Rob Lanier)‏ هو مدرب كرة سلة أمريكي، ولد في 24 يوليو 1968 في نيويورك في الولايات المتحدة.

## روابط خارجية
- روب لانيير على موقع كلية كرة السلة في سبورتس رفرنس.كوم (الإنجليزية)
- روب لانيير على موقع كلية كرة السلة في سبورتس رفرنس.كوم (الإنجليزية)